# 筒中プラスチック工業
筒中プラスチック工業株式会社（つつなかぷらすっちっくこうぎょう、英文名：TSUTSUNAKA PLASTIC INDUSTRY Co.,Ltd.）は、かつて存在した住友グループ（住化グループ）の化学会社である。大阪府大阪市に本社を置いていた。

## 概要
ポリカーボネート、ポリ塩化ビニル、ポリエステル、アクリル、ABS樹脂等の各種プラスチックシートの加工、高機能シートを用いた防水工事の設計施工を行っていた。
長らく住友ベークライト（住べ）の連結子会社（同社が当社株式の51.33%を保有）であったが、住ベは2006年11月1日から同年12月7日にかけて株式公開買付けを実施し、当社株式の90.69%を取得。さらに2006年12月26日の株主総会での決議により、2007年3月1日付で株式交換により住ベの完全子会社となった上で、同年7月1日に同社に合併され消滅した。合併の際、住ベに新設された「プレート営業本部」に事業は移管された。

## 沿革
- 1917年（大正6年）- 筒中セルロイド工業所を設立、セルロイド玩具の加工ならびに販売を開始。
- 1929年（昭和4年）- 株式会社に改組、筒中セルロイド株式会社として発足。
- 1952年（昭和27年）- 硬質塩ビ板「サンロイド」、続いて塩ビ鋼板の製造販売を開始。
- 1959年（昭和34年）- 商号を筒中プラスチック工業株式会社に変更。
- 1962年（昭和37年）- 株式を大阪証券取引所第2部に上場。
- 1970年（昭和45年）- ポリカーボネート樹脂板およびアクリル樹脂板などの生産拠点として関東筒中株式会社を設立（現・関東工場）。
- 1971年（昭和46年）- 大気・水質などの環境改善機器の設計施工を開始。
- 1974年（昭和49年）- 筒中シート防水株式会社を設立。特殊防水シートによる防水工事システムの設計施工を開始。
- 1985年（昭和60年）- 株式を東京証券取引所第2部に上場。
- 1986年（昭和61年）- 株式を東京・大阪証券取引所第1部に上場。
- 1991年（平成3年）- 水処理関連製品の生産拠点として奈良工場を新設。
- 1995年（平成7年）- 初の海外生産拠点としてインドネシアの現地法人P.T.ツツナカプラスチックインドネシアを設立。
- 1999年（平成11年）- 大阪工場を閉鎖、生産設備を関東工場他に集約。
- 2003年（平成15年）- 上海駐在事務所を開設。
- 2007年（平成19年）
  - 2月23日 - 上場廃止。
  - 7月1日 - 住友ベークライトに合併され消滅。

## 事業所
- 本社：大阪市北区
- 東京本社：東京都中央区
- 技術研究所：栃木県鹿沼市
- 尼崎研究室：兵庫県尼崎市
- 関東工場、関東第二工場：栃木県鹿沼市
- 奈良工場：奈良県五條市